# 帕拉乌
帕拉乌是巴西北大河州的一个市镇。总面积410.858平方公里，总人口4154人，人口密度10.1人/平方公里。